# Die Braut (Tschechow)
Die Braut (russisch Невеста, Newesta) ist die letzte Erzählung des russischen Schriftstellers Anton Tschechow, deren Niederschrift – im Herbst 1902 begonnen – im Frühjahr 1903 beendet wurde und die im Dezemberheft 1903 in der Sankt Petersburger Zeitschrift Schurnal dlja wsech erschien. Die erste Übertragung ins Deutsche kam 1926 heraus.

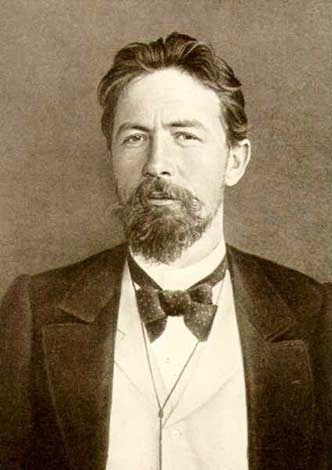
Anton Tschechow

## Inhalt
Die 23-jährige Halbwaise Nadja lebt mit ihrer Mutter Nina Iwanowna bei der Großmutter Marfa Michailowna – genannt die Babulja – in einer russischen Stadt, nicht allzu weit von Moskau entfernt. In vier Wochen schon, genauer am 7. Juli, soll ihre Hochzeit mit dem Müßiggänger Andrej, Sohn des Oberpriesters der Kathedrale in jener Provinzstadt, gefeiert werden. Bereits seit ihrem 16. Lebensjahr will Nadja heiraten.
Der Architekt Alexander Timofejitsch, ein entfernter und verarmter Verwandter der Babulja, reist an. Sascha, wie er gerufen wird, ist lungenkrank, arbeitet in einer Moskauer lithographischen Werkstatt und erholt sich jeden Sommer bei der Babulja.
Während der Hochzeitstermin immer näher rückt, beschleicht Nadja ein ungutes Gefühl und sie kann nachts schlecht schlafen. Letzteres wird durch Saschas Gerede bestärkt: Gebildete Menschen würden gebraucht werden, es gebe eine große Zukunft, im Gegensatz zu dem biederen Leben der Provinzstadt. Nadja müsste studieren.. Der Vorschlag lässt Nadja nicht mehr ruhig schlafen. Lebt doch ihre Mutter seit dem Tod des Vaters in völliger materieller Abhängigkeit von der Babulja.
Als Ende Juli der Sommer feucht und kühl wird, möchte Sascha seinen Urlaub abbrechen. Unterdessen beschleichen Nadja immer größere Zweifel über ihre bevorstehende Heirat, vor allem als sie mit ihrem Verlobten Andrej die gemeinsame zukünftige Wohnung besichtigt. Sie erkennt die Oberflächlichkeit und Abhängigkeit ihrer möglichen Zukunft an Andrejs Seite, ihr stößt insbesondere auf, dass dieser nur vom Kapital seiner Familie leben anstatt einer Tätigkeit nachgehen möchte.
Nadja entscheidet sich schließlich, Sascha nach Moskau zu begleiten, dann reist sie weiter nach Sankt Petersburg und studiert dort. Im Mai des nachfolgenden Jahres reist Nadja nach den Prüfungen in ihre Heimatstadt. Dort ist inzwischen alles anders. Die Babulja kann, seit Nadja ihre Verlobung abgebrochen hat, keine Gäste mehr empfangen. Nadja erkennt, sie ist daheim eine Fremde geworden: ihr Platz ist in Petersburg. Sascha hat ihr ihren Weg vorgezeichnet, wenn er auch nicht daran teilnehmen kann: Während ihres Aufenthalts bei ihrer Familie erhält sie ein Telegramm, dass dieser an der Schwindsucht gestorben ist.

## Verfilmung
- 1956 hat Grigori Nikulin[2] zusammen mit Wladimir Schredel[3] die Erzählung verfilmt.

## Rezeption
- Nadjas Aufbruch ist nicht nur die Trennung vom ungeliebten Verlobten, sondern eigentlich Ausbruch aus einem beengten Raum, der von der bigotten Großmutter dominiert wird.[4]
- In einem Totengedenken an Tschechow würdigt der Laudator vier Erzählmerkmale des bedeutenden russischen Autors – Nichts Überflüssiges, Leiden an der Epoche, Verzicht auf Pathos und Offenes Ende. Das offene Ende – so etwas wie kein Happy End – liegt auch in der Braut vor und sei „Tschechows letztes schriftstellerisches Wort“[5].

## Deutschsprachige Ausgaben
- Anton Tschechow: Die Braut und andere Liebesgeschichten. 157 Seiten. Artemis, Zürich 1986. Artemis-Bibliothek 26

### Verwendete Ausgabe
- Die Braut. Deutsch von Hertha von Schulz. S. 555–577 in Wolf Düwel (Hrsg.): Anton Tschechow: Die Dame mit dem Hündchen. Meistererzählungen. (enthält noch: Die Gattin. Anna am Halse. Weißstirnchen. Der Mord. Ariadna. Das Haus mit dem Zwischenstock. Mein Leben. Die Bauern. Der Petschenege. In der Heimat. Auf dem Wagen. Bei Bekannten. Der Mensch im Futteral. Die Stachelbeeren. Von der Liebe. Jonytsch. Ein Fall aus der Praxis. Herzchen. Das Neue Landhaus. Auf der Dienstreise. Zur Weihnachtszeit. In der Schlucht. Der Bischof). 612 Seiten. Rütten & Loening, Berlin 1967 (1. Aufl.)